# Nick D’Virgilio

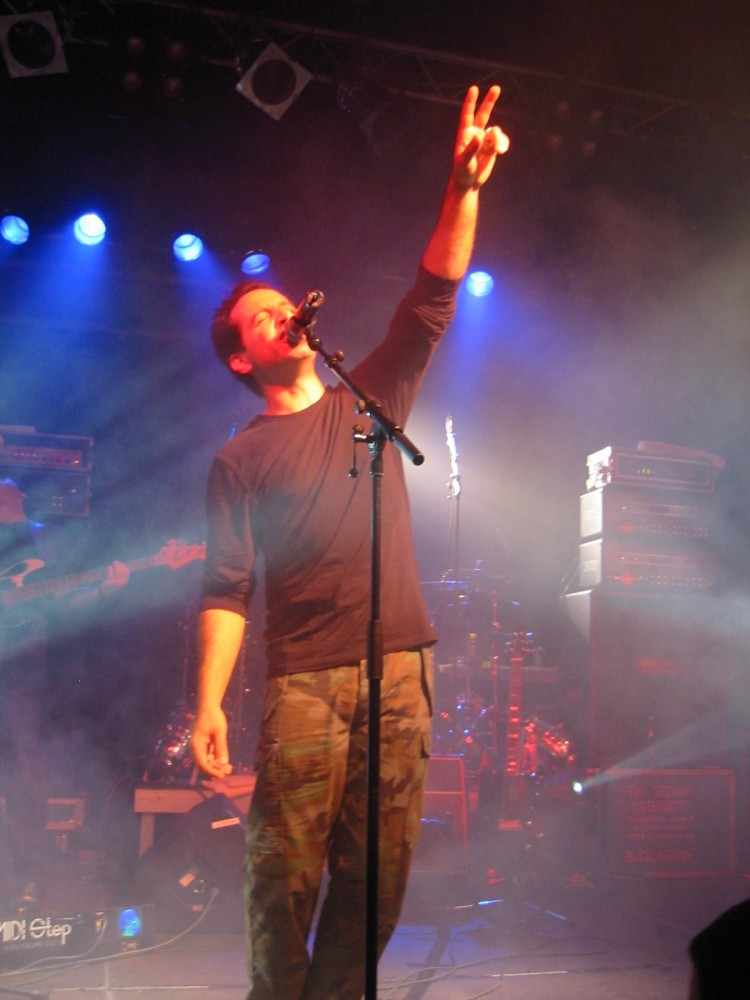
Nick D’Virgilio auf der Gluttons for Punishment-Tour am 3. Oktober 2005 im Zentrum Altenberg, Oberhausen

Nick D’Virgilio (* 12. November 1968) ist ein US-amerikanischer Schlagzeuger, Sänger und Gitarrist aus Hacienda Heights bei Los Angeles.
Als Studio- und Live-Musiker hat er bereits mit einigen großen Namen des Musikgeschäfts zusammengearbeitet. Unter anderem ist er auf dem letzten erschienenen Studioalbum „Calling All Stations“ der britischen Band Genesis  als Ersatz für den ausgeschiedenen Phil Collins und seit The Difference Machine (2007) auf allen Alben von Big Big Train, wo er seit 2009 festes Bandmitglied ist,  zu hören. Zu seinen weiteren Projekten zählen Peter Gabriel, Kevin Gilbert, Sheryl Crow sowie Agents of Mercy und Karmakanic (beides Projekte des schwedischen Flower-Kings-Gitarristen Roine Stolt). Außerdem ist er der aktuelle Tournee-Schlagzeuger von Tears for Fears, der Progressive-Metal-Band Fates Warning sowie für 2010 im Cirque du Soleil, und er spielt Schlagzeug auf den Alben "The Man Left In Space" (2013) und "The Unreasonable Silence" (2016) von Cosmograf. 2023/2024 unterstützte er die US-amerikanische Hard-Rock-Band "Mr.Big" auf ihrer "The Big Finish"-Abschieds-Tour.
Sein Hauptengagement galt allerdings der amerikanischen Progressive-Rock-Band Spock’s Beard, bei der er seit ihrer Gründung 1994 als Schlagzeuger aktiv war. Ab 2002 übernahm er zusätzlich den Posten des Leadsängers und Zweitgitarristen als Nachfolger von Neal Morse. Der Stil der Band knüpft dabei an große Vorbilder aus den 1970er Jahren wie Genesis, Yes, Gentle Giant, Kansas und Emerson, Lake & Palmer an. 2011 verließ D'Virgilio die Band auf Grund seiner zahlreichen anderen Verpflichtungen.
D’Virgilios Stimme zeichnet sich durch überdurchschnittliche Flexibilität aus. So war er als Zweitsänger von Spock’s Beard für Gesangslinien in hohen, falsettartigen Tonregionen zuständig, während sein Spektrum auf den jüngeren Alben eher eine Tenor-Tonlage umfasst. Seine musikalische Wurzeln sind vielseitig, als größte Inspirationen sind nach eigener Aussage Genesis, Led Zeppelin, James Brown, Stevie Wonder, Kevin Gilbert und Miles Davis anzusehen.
Er wagte sich 2008 in Zusammenarbeit mit dem Produzenten Mark Hornsby als Leadsänger und Schlagzeuger an eine Neuinterpretation des kompletten Genesis-Doppelalbums The Lamb Lies Down on Broadway. Das Rewiring Genesis: A Tribute To The Lamb Lies Down On Broadway genannte Werk wurde von ausgesuchten Musikern aus Nashville mit starken Swing-Anklängen eingespielt.
Es existieren drei Solo-Veröffentlichungen von Nick D’Virgilio (unter dem Kürzel NDV): Auf Karma (2001) betätigt er sämtliche Instrumente selbst, das Live-Album Live & Acoustic (2003) ist auch in einer DVD-Fassung erhältlich. 2020 erschien sein drittes Solo-Album Invisible.

## Diskographie
- Karma (2001)
- Live & Acoustic (als CD und DVD, 2003)
- Pieces (EP, 2011)
- Invisible (2020)